# Érik Izraelewicz
Érik Izraelewicz est un journaliste français, né à Strasbourg le 6 février 1954 et mort le 27 novembre 2012 à Paris 13e. Il a été notamment directeur des rédactions du journal Le Monde du 10 février 2011 jusqu'à sa mort.

## Parcours

### Jeunesse et études
La famille d'Érik Izraelewicz s’installe en 1965 à Haguenau dans le quartier Saint-Gérard où son père dirige un laboratoire d’analyses médicales. Il fait ses études primaires au Petit lycée puis secondaires au lycée de cette ville.
Après son baccalauréat, il est élève de prépa HEC au lycée Kléber à Strasbourg, puis diplômé d'HEC (1976), du Centre de formation des journalistes (1978), et docteur en économie internationale (1979).

### Carrière
Érik Izraelewicz débute dans le journalisme économique à L'Usine nouvelle. Il entre à L'Expansion en 1981, puis intègre La Tribune de l'économie à la création du titre en 1985.
Érik Izraelewicz est recruté par André Fontaine en avril 1986 pour intégrer le service économie du quotidien Le Monde, pour traiter des banques, des assurances et de la conjoncture financière française. Il prend la direction en septembre 1989 du service dont il est le chef adjoint aux côtés de François Simon depuis décembre 1988, et accentue la place consacrée à la vie des entreprises et affirme le sujet économique dans le journal comme aussi important que l'international et la politique. Il devient l'éditorialiste du titre en matière d'économie en 1991, puis correspondant du journal à New York de 1993 à 1994 à la suite de Serge Marti. Il intègre la promotion 1994 des « Young Leaders » de la French-American Foundation. En novembre 1996, il est nommé rédacteur en chef du journal.
Il quitte le journal Le Monde en février 2000, pour le quotidien économique Les Échos, comme rédacteur en chef et éditorialiste. Nicolas Beytout souhaitant développer le contenu généraliste du titre, Erik Izraelewicz prend la tête des pages « Idées » dans lesquelles il attire des plumes réputées telle que Martin Wolf, Joseph Stiglitz, Amartya Sen, Federico Rampini, etc. Directeur adjoint de la rédaction en 2006, il devient le 1er octobre 2007 directeur de la rédaction après Jacques Barraux. Il tient aussi une chronique quotidienne économique à Europe 1. Dans ses ouvrages à succès, il analyse les changements économiques mondiaux.
Adversaire acharné du rachat du titre par LVMH fin 2007 auquel il aurait préféré une offre de Fimalac, et opposé aux interventions de Nicolas Beytout, nouveau directeur général du quotidien sur son contenu, il quitte Les Échos en février 2008 pour le même poste à La Tribune, récemment racheté par le PDG de NextRadioTV, Alain Weill. Il quitte également Europe 1 pour devenir chroniqueur pour les autres médias du groupe NextRadioTV : RMC et BFM TV. Il conduit la sortie d'une nouvelle formule en octobre 2008, et d'une édition du samedi.
En juillet 2010, Érik Izraelewicz quitte le journal La Tribune à la suite de la revente du quotidien par Alain Weill à la directrice générale du titre, Valérie Decamp. Il rédige alors un nouveau livre sur la Chine, L'Arrogance chinoise.
Alors que Pierre Bergé, Xavier Niel et Matthieu Pigasse entrent dans le capital du journal Le Monde, Érik Izraelewicz est nommé directeur des rédactions du groupe et membre du directoire le 7 février 2011, choix ratifié par les journalistes du quotidien avec 74 % des voix, les salariés à 75 % et les cadres à 78 % le 10 février 2011. Sous sa direction sont lancés une nouvelle version du quotidien, désormais disponible l'après-midi dans l'ensemble des régions françaises, une nouvelle version du magazine hebdomadaire Monde magazine qui devient M, le magazine du Monde et l'intégration de nouveaux cahiers dans le journal. Il poursuit le rapprochement entre les salariés du journal et ceux du site Internet et du Monde.fr (Le Monde interactif).
Il est également membre du Conseil scientifique du CEPII à partir de 1995, de la Commission économique de la Nation à partir de 1997, et du Conseil d'administration de l'ENA à partir de 2001.
Érik Izraelewicz meurt le 27 novembre 2012 après avoir été victime d'un infarctus au siège du journal Le Monde. Natalie Nougayrède lui succède le 1er mars 2013 à la tête de la rédaction du Monde.

## Publications
- Les Mutations de l'économie mondiale 1975-1990, avec Alain Gélédan, Le Monde
- Ce monde qui nous attend, 1997, éditions Grasset
- Le Capitalisme zinzin, 1999, éditions Grasset. Prix du livre d'économie
- Monsieur Ni-ni : l'économie selon Jospin avec Christine Mital, 2002, Robert Laffont
- Quand la Chine change le Monde, 2005, éd. Grasset  (ISBN 2246658217). Prix Aujourd'hui
- L’Arrogance chinoise, 2011, éd. Grasset  (ISBN 9782246783961)

## Prix Érik Izraelewicz de l’enquête économique
En 2014 le journal Le Monde, le Centre de formation des journalistes de Paris et HEC Paris s'associent pour créer le prix Érik Izraelewicz de l’enquête économique. Ce prix créé à l’initiative de trois institutions marquées de l'empreinte d'Érik Izraelewicz a pour but d'encourager l'enquête, l'ouverture au monde, la mise en perspective et le sens du récit des journalistes dans tous les champs de l'économie.